# Włodzimierz Schild

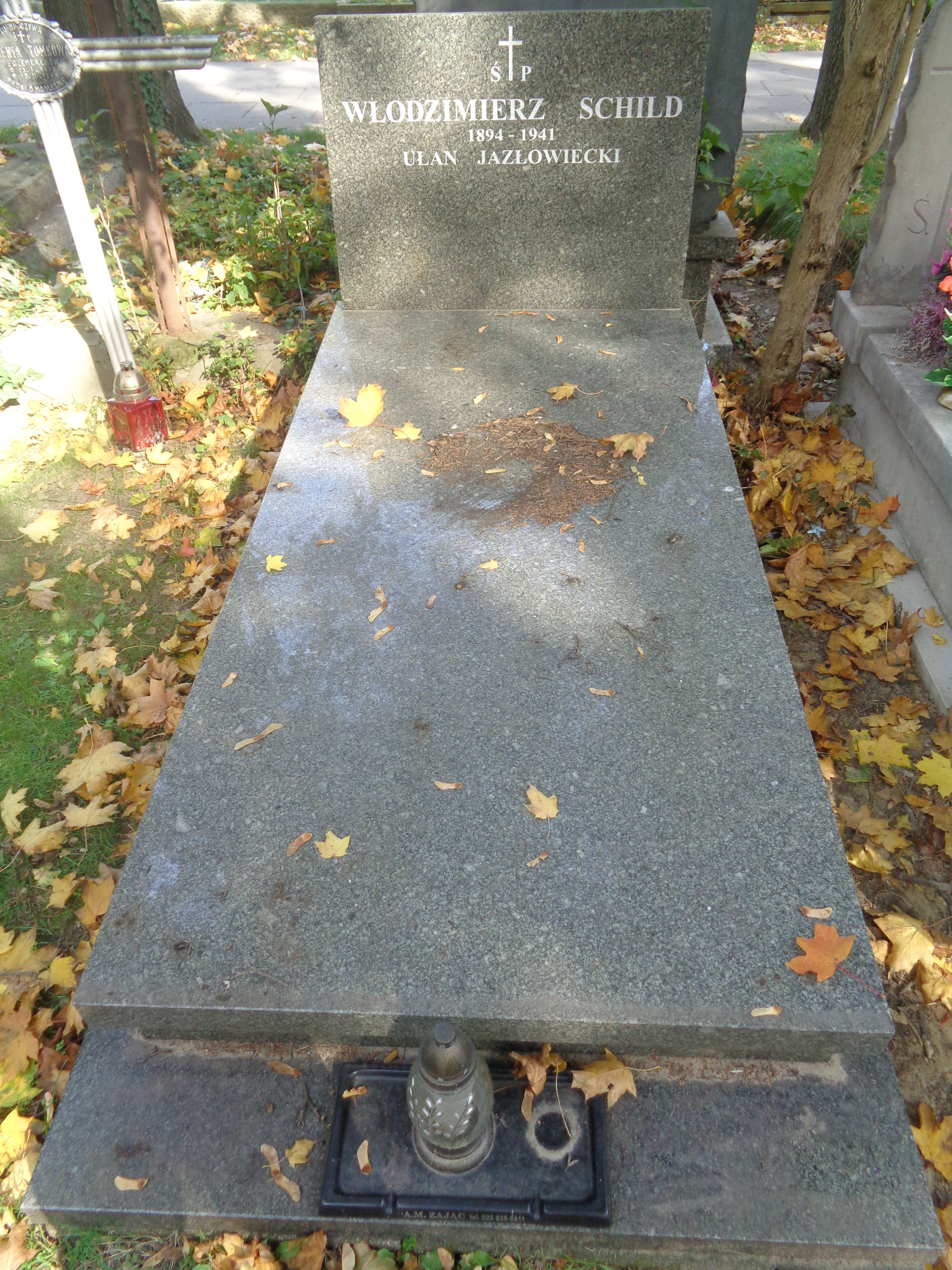
Grób Włodzimierza Schilda na Cmentarzu Wojskowym na Powązkach

Włodzimierz Schild (ur. 30 marca 1894 w Niechcicach, zm. 27 stycznia 1941 w Warszawie) – żołnierz armii rosyjskiej, porucznik kawalerii Wojska Polskiego, uczestnik I wojny światowej i wojny polsko-bolszewickiej, kawaler Orderu Virtuti Militari.

## Życiorys
Urodził się 30 marca 1894 w rodzinie Augusta i Anny z d. Bucholc. Absolwent gimnazjum w Częstochowie. Zmobilizowany w 1914 do armii rosyjskiej. Następnie od czerwca 1917 jako żołnierz w 1 pułku ułanów z którym wziął udział w walkach w bitwie pod Krechowcami. Następnie jako żołnierz 2 pułku konnego w Rosji, który przekształcono później w 14 pułk ułanów. W szeregach tego pułku brał udział w walkach na froncie wojny polsko-bolszewickiej, gdzie został ciężko ranny. Za dzielność i odwagę w walce odznaczony Krzyżem Srebrnym Orderu Virtuti Militari.
Przeniesiony do rezerwy w 1926. Zmarł w Warszawie, pochowany na cmentarzu Powązki Wojskowe w Warszawie (kwatera B12-2-5).

## Ordery i odznaczenia
- Krzyż Srebrny Orderu Wojskowego Virtuti Militari nr 2636 (1921)[1][4][2]
- Krzyż Niepodległości[1]
- Krzyż Walecznych – czterokrotnie[1]

## Życie prywatne
Żonaty od 1924 z Wandą Węgłowską, mieli jednego syna.